# ريا دورام
ريا دورام (بالإنجليزية: Rhea Durham) (ولدت في 1 يوليو 1978) عارضة أزياء أمريكية، ظهرت على غلاف العديد من مجلات الأزياء الكبرى، بما في ذلك فوغ ماري كلير الفرنسية، مجلة إيلي البريطانية والأمريكية، شاركت ريا أيضًا في عرض أزياء فيكتوريا سيكريت لعامي 2000 و2001 . ظهرت ضيفة في سبين سيتي ‏ 2001 .

## روابط خارجية
- ريا دورام على موقع IMDb (الإنجليزية)
- ريا دورام على موقع قاعدة بيانات الفيلم (الإنجليزية)
- ريا دورام على موقع دليل عارضات الأزياء (الإنجليزية)
- Rhea Durham at AskMen.com